# Sextus Marius

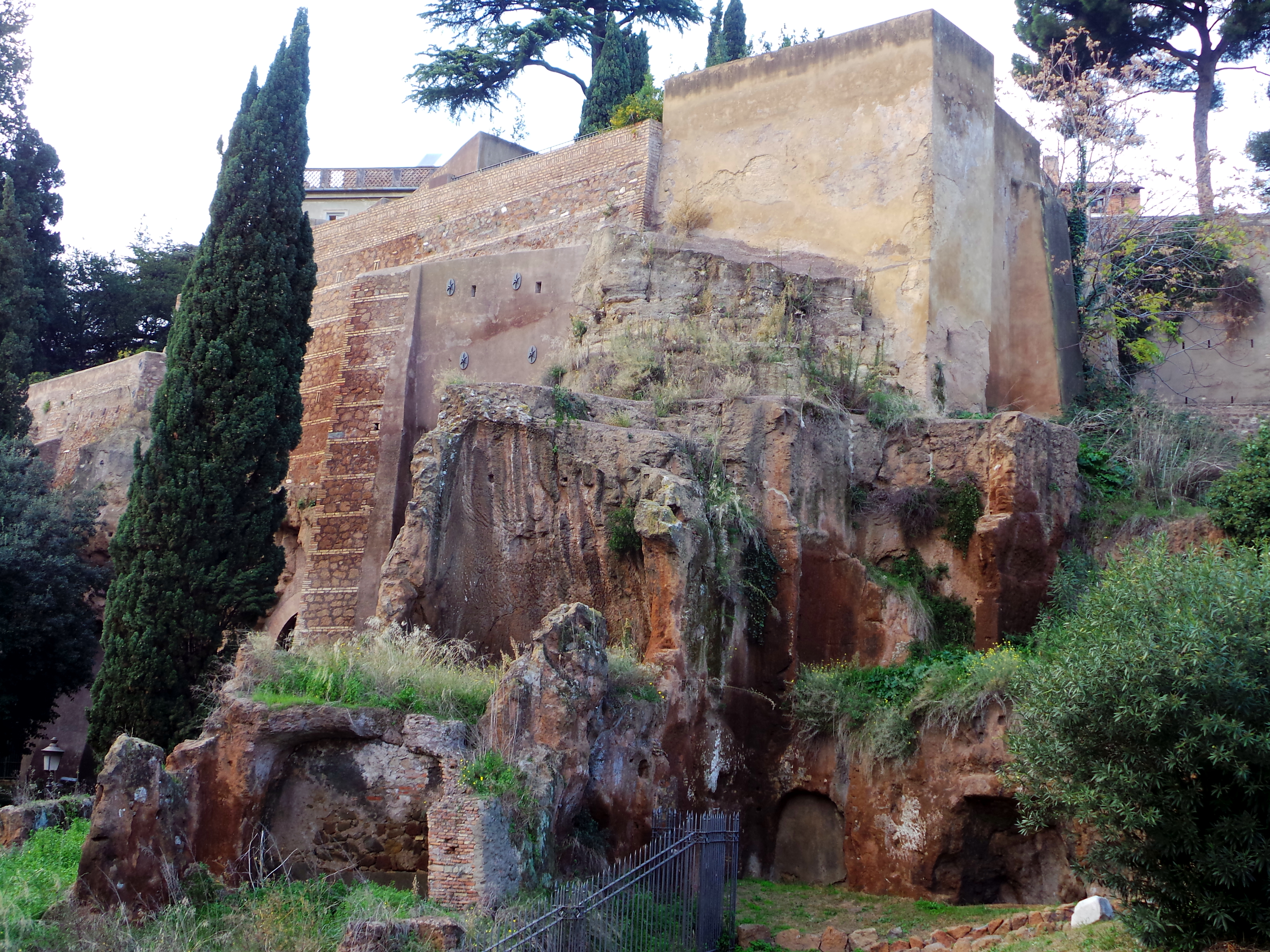
Tarpejischer Fels heute

Sextus Marius (* vermutlich im 1. Jahrhundert v. Chr.; † 33 n. Chr.) war ein sehr begüterter Spanier, der sich in Rom niederließ. Zu seinem Vermögen gehörten Gold- und Silberminen, die sich im südlichen Spanien (montes Mariani, der heutigen Sierra Morena) bei Cordoba befanden.
Im Jahr 25 n. Chr., zu Zeiten der verstärkt aufkommenden Majestätsprozesse, wurde Sextus Marius von seinem Landsmann Calpurnius Salvianus während des mehrtägigen Latinerfestes mit einer Anklage beim stellvertretenden Stadtpräfekten (praefectus feriarum Latinarum) Drusus Caesar belastet. Da Sextus Marius mit Kaiser Tiberius freundschaftlich verbunden war und außerdem die Einreichung von Strafsachen an den kurzfristigen Stellvertreter während des Latinerfests als ungehörig galt, blieb die Denunziation für ihn folgenlos. Der Denunziant wurde mit der Verbannung belegt.
Vermutlich aus Habgier und weil Sextus Marius seine Tochter dem Tiberius vorenthalten haben soll, wurde ihm auf Veranlassung des Princeps unter dem Vorwand des Inzests im Jahr 33 n. Chr. der Prozess gemacht. Zusammen mit seiner Tochter wurde er vom Tarpejischen Felsen gestürzt. Sein Vermögen wurde konfisziert und verfiel dem kaiserlichen Fiskus.